# 大ノ瀬官衙遺跡
大ノ瀬官衙遺跡（だいのせかんがいせき）は、福岡県築上郡上毛町（旧築城郡新吉富村）大ノ瀬にある奈良時代から平安時代初頭の官衙遺跡。古代豊前国上毛郡の郡衙跡と考えられている。1998年（平成10年）12月8日に国の史跡に指定された。

## 概要
周防灘に面した上毛町の旧新吉富村大ノ瀬に所在する。この地域は古代豊前国上毛郡にあたり、遺跡は東に山国川、西に佐井川に挟まれた幅約1.5キロメートル・標高約30メートルの低い段丘上に立地する。この段丘面は小さな起伏があり、遺跡地は周辺より高く南側から西側にかけては1〜2メートルほど低い谷となっている。周辺には西北西から東南東の方向の条里地割が残り，この地割に沿った古代の官道と考えられる道路遺構が確認されており、本遺跡はこれに面している。
1995年（平成7年）度に村教育委員会が圃場整備事業に伴う確認調査を実施したところ、四面廂付大型建物や方形に区画する柵列等が発見されたことから、周辺一帯の確認調査を1997年（平成9年）度まで継続し、遺跡の全容が把握できたことからその範由を事業計画から除外し保存を図った。
主な遺構は、柵列による方約半町の中心となる区画と、この区画の内外に規則的に配置された掘立柱建物群である。主要な建物等の遺構の方向は、周囲の条里地割とほぼ同じく北から35度から40度ほど西に傾き，これより振れの少ない方向の建物や柵列もいくつかある。
中心部の方形区画は、南北約59メートル、東西約53メートルで、東辺が四脚門を備えた施設の正面となる。区画内の中央は広場となり、西側の正面奥に桁行7間、梁間4間の四面廂付大型建物が配置され、広場北側には、これと直交する方向の、桁行12間、梁間2間の長大な建物が配置される。建物と柵列の配置と構造から、この空間が政庁の中枢部で、正面の四面廂付大型建物が正殿、長大な建物が脇殿と考えられる。正殿と考えられる建物は1回の建替えが認められる。脇殿は広場を挟んで2棟が向かい合う例が多いが、ここでは一方を省略した形であり、そのため正殿の主軸は方形区画のやや南側に偏る配置となっている。なお、方形区画の西辺と南辺の外側には3〜5メートルの間隔でこれと平行する小柱穴の列があるが、柱穴の規模や間隔・配列は不揃いであり、区画との関係や性格は不明である。
方形区画の周囲にもこれと一体となった施設と考えられる約20棟の掘立柱建物が配置されている。これらの建物群は東西・南北約150メートルの範囲に分布し、その南辺を除く3辺には建物群の区画施設と考えられる柵列や溝がある。これらの建物の規模・構造は多様であり、正殿の西側後方に当たる位置には桁行10間、梁間2間の大型の建物があるほか、東側には倉庫とみられる桁行・梁間とも2間の建物もある。
出土遺物は、須恵器・土師器などのほか円面硯、緑釉陶器、瓦などがある。土器からみて、遺跡は8世紀前半から中頃に成立し、8世紀末から9世紀初頭頃に廃絶したものと考えられる。遺跡は脇殿が一棟のみの構成であるが、方形区画と建物の規模・配置から郡衙の政庁とみられ，豊前国上毛郡衙と考えられる。郡衙政庁の全件構造が明らかになった例として貴重であり、また保存状況もきわめてよく郡衙の典型例となる遺跡である。
現在は史跡整備され、国道10号沿いの道の駅しんよしとみに隣接した史跡公園として保存されている。